# Большой Вагильский Туман
Большой Вагильский Туман — долинно-пойменное озеро в Гаринском городском округе Свердловской области России, четвёртый по площади водоём Свердловской области.

## Географическое положение
Большой Вагильский Туман расположен в 26 километрах к востоку-северо-востоку от посёлка Новый Вагиль, вытекающая река — Вагиль (левый приток реки Тавда). Озеро площадью — 31,2 км², с уровнем воды — 62,6 метра. Озеро едино с озерами Камское, Усть-Нагалы и соединено протокой с озером Малый Вагильский Туман.

## Описание
В озеро впадают реки Успинка, Кама, Тыня. В северо-западной части несколько островов, водится ондатра.
Берега заболочены, в самом озере множество лечебного сапропеля. В озере водится щука, язь, карась, окунь, и гнездится водоплавающая птица.

## Курган на Большом Вагильском Тумане
В окрестностях озера расположен Курган на Большом Вагильском Тумане, в котором были обнаружены предметы раннего железного века и раннего средневековья.